# Isopsera scalaris
Isopsera scalaris är en insektsart som beskrevs av Rehn, J.A.G. 1909. Isopsera scalaris ingår i släktet Isopsera och familjen vårtbitare. Inga underarter finns listade i Catalogue of Life.